# Fideliinae
Fideliinae is een onderfamilie van vliesvleugelige insecten in de familie Megachilidae.